# Porto Leonino
Il Porto Leonino è stato un porto fluviale sul Tevere a Roma, la cui costruzione è iniziata nel 1827 sotto Leone XII e che fu dismesso con la costruzione dei muraglioni sul lungotevere nel 1863. I suoi resti sono visibili al lato destro del ponte Principe Amedeo.

## Storia
La costruzione di un terzo porto fluviale a Roma, dopo il porto di Ripa Grande e il porto di Ripetta (1704) avvenne sotto Leone XII intorno al 1827 e terminò nel 1833 sotto Gregorio XVI. L'intenzione originaria è stata di farne uno scalo commerciale per legname, carbone e altri generi: tuttavia, il suo utilizzo è rimasto molto marginale.
Il porto aveva inoltre l'obiettivo di ridurre l'erosione fluviale delle sponde. Il porto fu realizzato in corrispondenza di una fontana settecentesca, chiamata fontana dell'Acqua Lancisiana dal nome del medico Giovanni Maria Lancisi: Lancisi infatti rimise in efficienza un'antica fontana, che pertanto ricominciò a produrre acqua di ottima qualità, tanto da essere così utilizzata anche dal vicino Arcispedale Santo Spirito. La fontana era caratterizzata da un mascherone creato da Giacomo Della Porta nel 1593 che fu portato qui nel 1816 dal Campo Vaccino, e rischiò di essere rimossa a causa dei lavori del porto intorno al 1830: tuttavia, la pronta protesta della popolazione mantenne attiva la fontana.
Il porto venne infine dismesso con la costruzione dei muraglioni dopo l'Unità d'Italia, mentre la fontana originaria, con il mascherone, venne collocata in Piazza Pietro d'Illiria accanto all'ingresso del giardino degli Aranci sull'Aventino. Al suo posto vennero posizionate due fontanelle, ancora presenti, che furono spente intorno al 1950 per sospetto inquinamento. 

## Oggi
Ancora oggi è visibile la doppia scalinata dell'ex porto sul Lungotevere Gianicolense, accanto all'attuale ponte Principe Amedeo. A memoria della fontana dell'Acqua Lancisiana è ancora presente al suo posto una lapide commemorativa (poco leggibile) sopra una delle due nicchie alla base dell'ex-porto.